# Danh sách bãi tuốc bin gió ngoài khơi
Dưới dây là Danh sách các Bãi quạt gió năng lượng ngoài khơi:

## Đang hoạt động
| Trại gió                      | Công suất thiết lập (MW) | Quốc gia  | Kiểu Tua-bin          | Trang bị xong |
| ----------------------------- | ------------------------ | --------- | --------------------- | ------------- |
| Vindeby                       | 5                        | Denmark   | Siemens 450 x 11      | 1991          |
| Lely                          | 2                        | Hà Lan    | NEG Micon x 4         | 1994          |
| Tuno Knob                     | 5                        | Denmark   | Vestas 500 kW x 10    | 1995          |
| Dronten Isselmeer             | 16.8                     | Hà Lan    | NEG Micon 600 kW x 28 | 1996          |
| Bockstigen                    | 2.75                     | Thụy Điển | NEG Micon 550 kW x 5  | 1997          |
| Utgrunden                     | 10.5                     | Thụy Điển | GE 1.5 x 5            | 2000          |
| Blyth                         | 4                        | UK        | Vestas V66-2MW x 2    | 2000          |
| Middelgrunden                 | 40                       | Denmark   | Bonus 2MW x 20        | 2001          |
| Yettre Stengrund              | 10                       | Thụy Điển | NEG Micon 2MW x 5     | 2001          |
| Horns Rev                     | 160                      | Denmark   | Vestas V80-2MW x 80   | 2002          |
| Samsø                         | 23                       | Denmark   | Siemens 2.3 x 10      | 2003          |
| Nysted Wind Farm              | 166                      | Denmark   | Siemens 2.3 x 72      | 2003          |
| Arklow Bank                   | 25                       | Ireland   | 7 x 3.6 GE            | 2003          |
| North Hoyle                   | 60                       | UK        | Vestas V80-2MW x 30   | 2003          |
| Scroby Sands                  | 60                       | UK        | Vestas V80-2MW x 30   | 2004          |
| Kentish Flats                 | 90                       | UK        | Vestas V90-3MW x 30   | 2005          |
| Barrow Offshore Wind          | 90                       | UK        | Vestas V90-3MW x 30   | 2006          |
| Egmond aan Zee                | 108                      | Hà Lan    | Vestas V90-3MW x 36   | 2006          |
| Burbo Bank Offshore Wind Farm | 90                       | UK        | Siemens 3.6-107 x 25  | 2007          |
| Lillgrund Wind Farm           | 110                      | Thụy Điển | Siemens 2.3 x 48      | 2007          |
| Beatrice                      | 10                       | UK        | RePower 5M x 2        | 2007          |
| Princess Amalia Wind Farm     | 120                      | Hà Lan    | Vestas V80-2MW x 60   | 2008          |

## Đang xây dựng
| Trại gió               | Công suất thiết kế (MW) | Quốc gia | Kiểu Tua—bin                        | Dự kiến hoàn thành |
| ---------------------- | ----------------------- | -------- | ----------------------------------- | ------------------ |
| Rhyl Flats             | 90                      | UK       | Siemens 3.6-107 x 25                | 2009               |
| Lynn and Inner Dowsing | 194                     | UK       | Siemens 3.6-107 x 54                | 2008               |
| Robin Rigg             | 180                     | UK       | Vestas V90-3MW x 60                 | 2009               |
| Thornton Bank          | 300                     | Bỉ       | REpower 5M x 60                     | 2008               |
| Gunfleet Sands         | 108                     | UK       | Siemens 3.6-107 x 30                | 2009               |
| Alpha Ventus           | 60                      | Đức      | REpower 5M x 6, Multibrid M5000 x 6 | 2009               |

## Đang đề nghị
London Array Offshore wind farm - UK - 1000 MW - 2010
Delaware Offshore Wind Farm - Vịnh Delaware/Đại Tây Dương - Công suất 450 megawatt  - Delaware Hoa Kỳ - Vestas V90-3.0 MWx170 - Chấp thuận 2008/Bắt đầu xây dựng 2009/Các đơn vị hoạt động đầu tiên 2011/Hoàn thành 2015